# .sco
.sco – domena najwyższego poziomu, która prawdopodobnie ma być narodową domeną Szkocji lub ma być wykorzystywana dla stron w języku szkockim.
Domena .sco może być również przydatna dla stron o tematyce SCO/Unix.